# 痕打街
痕打街，又譯慳打街、軒打街、限打街、輕打街，位於澳洲新南威爾斯州雪梨商業中心區，是雪梨最古老的街道之一。街道西起佐治街，東迄麥覺理街。
該街道初名為Bell Street，後以紐修威省第二任總督約翰·痕打命名。

介乎必街與佐治街之間的痕打街路段原為雙程行車，1987年2月改為西向單程。